# Mico chrysoleucos
Callithrix chrysoleuca · Ouistiti à pieds jaunes
Espèce
Synonymes
- Callithrix chrysoleuca
- Mico chrysoleucus

Statut de conservation UICN

 LC  : Préoccupation mineure
Statut CITES
Le Ouistiti à jambes jaunes ou Ouistiti à pieds jaunes (Mico chrysoleucos ou Callithrix chrysoleuca) est une espèce de primate de la famille des Callitrichidae.
Certaines publication nomment cette espèce Mico chrysoleucus, mais il s'agirait d'une faute d'orthographe.

## Autres noms
Golden-white tassel-ear marmoset, gold-and-white marmoset. Sagüi (Brésil).

## Distribution
Nord du Brésil au sud du Rio Madeira. Une étroite zone verticale délimitée à l’ouest par le bas Rio Madeira puis le bas Rio Aripuanã, à l’est par le Rio Urariá-Canumã, au nord par l’Amazone et au sud par la confluence des Rios Aripuanã et Roosevelt.

## Habitat
Forêt pluviale.

## Description
Robe soyeuse et brillante. Dessus blanc. Dessous jaune crème à orangé pâle. Extrémité des membres variant du doré pâle à l’orange. Queue jaune donnant la (fausse) impression d’être annelée. Tête blanche. Touffes de poils blanc jaune sur les oreilles. Avec sa face rose et nue, il ressemble fort au Ouistiti blanc-doré (C. leucippe), mais ce dernier a les oreilles nues et une queue nettement moins touffue.

## Locomotion
Quadrupède.

## Comportements basiques
Diurne et arboricole.

## Activités
Évolue entre 10 et 20 m de hauteur, abandonnant les étages supérieurs de la forêt aux atèles et lagotriches.

## Alimentation
Frugivore, gommivore et insectivore. Consomme de nombreux fruits, ceux des figuiers, des muscadiers et des petits citronniers ainsi que des noix de cajou. Le fruit du guarana, à l’enveloppe rose et à la chair blanche, ressemble à un letchi. Sa pulpe est bourrée de caféine (quatre fois plus que dans le café) et lui donne du tonus. Blattes traquées dans la litière. Larves géantes de scarabée sous l’écorce dans le bois pourri, tuées en leur broyant la tête, une technique que les ouistitis utilisent pour toutes leurs victimes : riches en protéines, ces gros vers blancs dont les indiens se délectent également obligent les singes à aller au sol et augmentent sensiblement les risques de prédation. C’est donc un luxe qu’ils ne peuvent se payer que de temps en temps. Avale une couleuvre par les deux bouts, comme on partagerait une banane. Se désaltère dans les creux des arbres et c’est une aubaine quand l’eau de pluie s’y mêle à la sève.

## Prédateurs
Petits félins, rapaces, boa, mygale (pour les jeunes).

## Menaces
Déforestation.

## Conservation
Néant.

## Statut
Données insuffisantes.